# Перелом дистальной фаланги пальца
Перелом дистальной фаланги, в том числе перелом бугристости ногтевой фаланги — перелом кости на кончике пальца. Симптомы включают болезненность и отёк кончика пальца. Они могут быть связаны с кровотечением под ногтем или разрывом ногтевого ложа. Осложнения могут включать деформацию ногтей или инфекции костей.
Причиной перелома обычно является травма от раздавливания. Это тип перелома пальца. Он диагностируется с помощью рентгенографии. Типы переломов включают в себя поперечные, продольные и оскольчатые. Молоткообразные пальцы и переломы Сеймура (Seymour) требуют особых мер.
В случае, если кожа не повреждена, можно прибинтовать травмированный палец к здоровому (техника buddy taping) или на несколько недель наложить шину. С кровотечением под ногтем можно справиться, сделав отверстие в ногте. Если кости смещены, может потребоваться их репозиция. Если затронуто более 30 % сустава, или перелом нестабильный или открытый, могут потребоваться дополнительные меры. При открытых переломах профилактическое применение антибиотиков, как правило, не требуется.
Переломы дистальной фаланги встречаются часто и являются наиболее распространённым переломом кисти. У мужчин данные переломы происходят чаще, чем у женщин. Онемение и чувствительность, в том числе к холоду, обычно сохраняются в течение нескольких месяцев.